# Liste der Botschafter des Souveränen Malteserordens in Osttimor

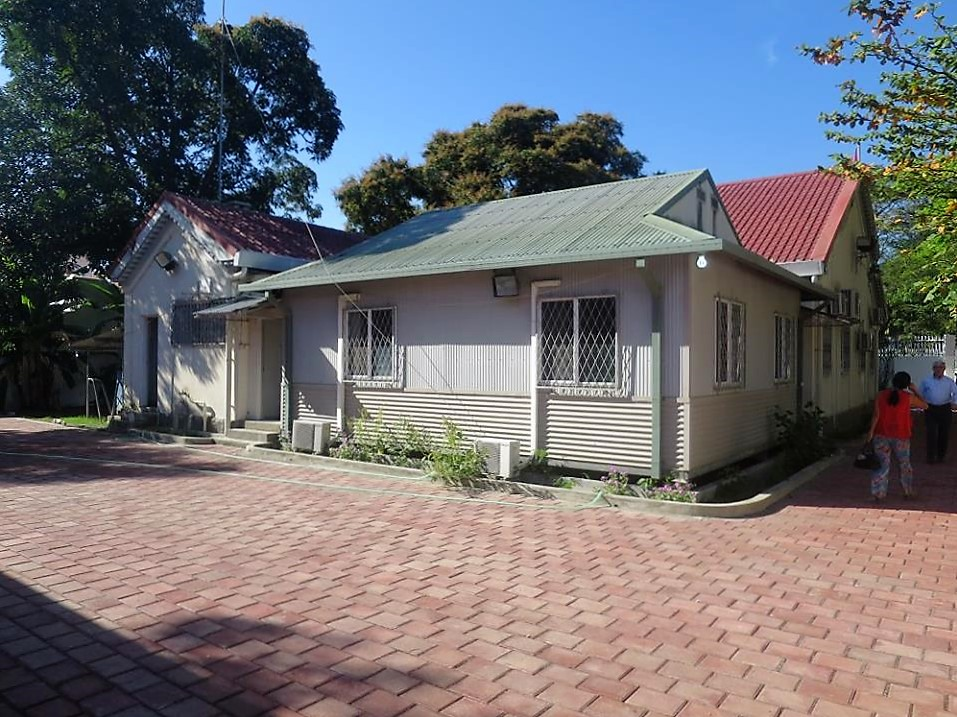
Botschaft des Souveränen Malteserordens

Die Botschaft des Souveränen Malteserordens in Osttimor befindet sich im Stadtteil Farol (Suco Motael) der Landeshauptstadt Dili.

## Hintergrund
Die Botschaft wurde 2016 eröffnet.

## Liste
| Foto | Name                | Amtszeit  | Bemerkungen                                  |
| ---- | ------------------- | --------- | -------------------------------------------- |
|      | David Scarf         | 2016–2018 |                                              |
|      | Egbert Collin Yap   | 2018–2020 | Akkreditierung: 21. Juni 2018                |
|      | David Scarf         | 2020–2021 | designiert 2020                              |
|      | Terence Kevin Tobin | seit 2021 | Akkreditierung (virtuell): 11. November 2021 |